# ボフォースM/32 25mm機関砲
ボフォースM/32 25mm機関砲（スウェーデン語: 25 mm automatkanon M/32, 英: Bofors M/32 25mm autocannon）は、スウェーデンのボフォース社が開発した機関砲。主に対空機関砲（lv-akan）として用いられた。

## 概要
急降下爆撃機の登場を受けて、1920年代初頭より、海軍関係者の間では軍艦の防空が懸念事項となっていた。当時、対空兵器としては大口径の高角砲と小銃弾を用いた機関銃が用いられていたが、射撃指揮の問題から、3,000メートル以下の高度を飛行する目標に対する高角砲の有効性は限られていた一方、小銃弾による射高は最大でも750メートル程度であり、間隙が生じていたことから、これを埋めるための機関砲が注目されるようになった。
1922年、スウェーデン海軍は39口径40mm機関砲（ヴィッカース QF 2ポンド・ポンポン砲）を40mm akan M/22として導入したが、まもなく、これはあまりに大きく重く、また動作不良も多いと判断された。これを受けて、海軍は同国のボフォース社に対して、より優れた40mm機関砲の開発を働き掛けるようになり、採算がとれるか不安視する同社を説き伏せるかたちで、1928年11月に開発要求が発出された。これによって開発されたのがボフォース 60口径40mm機関砲で、早速1931年11月には単発での試射が行われた。
一方、海軍委員会はもっと小口径で高発射速度の機関砲にも興味を抱いており、1931年には諸外国から輸入した13‐25mm口径の機関銃・砲による射撃試験を行ったが、いずれも不満足な結果であった。この結果を受け、同年、ボフォース社に対してより小口径の機関砲の開発要求が発出された。これによって開発されたのが本砲である。口径は25mm、砲身長は64口径長で、自動機構は40mm口径モデルのものが踏襲された。
1933年夏には、25mm口径・40mm口径モデルの両方を用いて、カールスボリにおいて空中目標に対する実射試験が行われた。この時点では、海軍委員会の興味は25mm口径モデルに移っているようにも報じられたが、1935年には、結局両方ともを並行して装備化することが決定された。
後の第二次世界大戦において絶大な人気を誇った40mm口径モデルも、当初はあまりに大きすぎると考えられたことから、25mm口径モデルのほうが好まれた時期もあった。またソビエト連邦はライセンス生産権を取得し、後の72-K 25mm対空砲へと繋がったほか、大口径化した61-K 37mm対空砲も開発された。なおボフォース社では、25mm×187R弾を使用する改良型のM/38もラインナップしていたが、こちらはあまり用いられなかった。

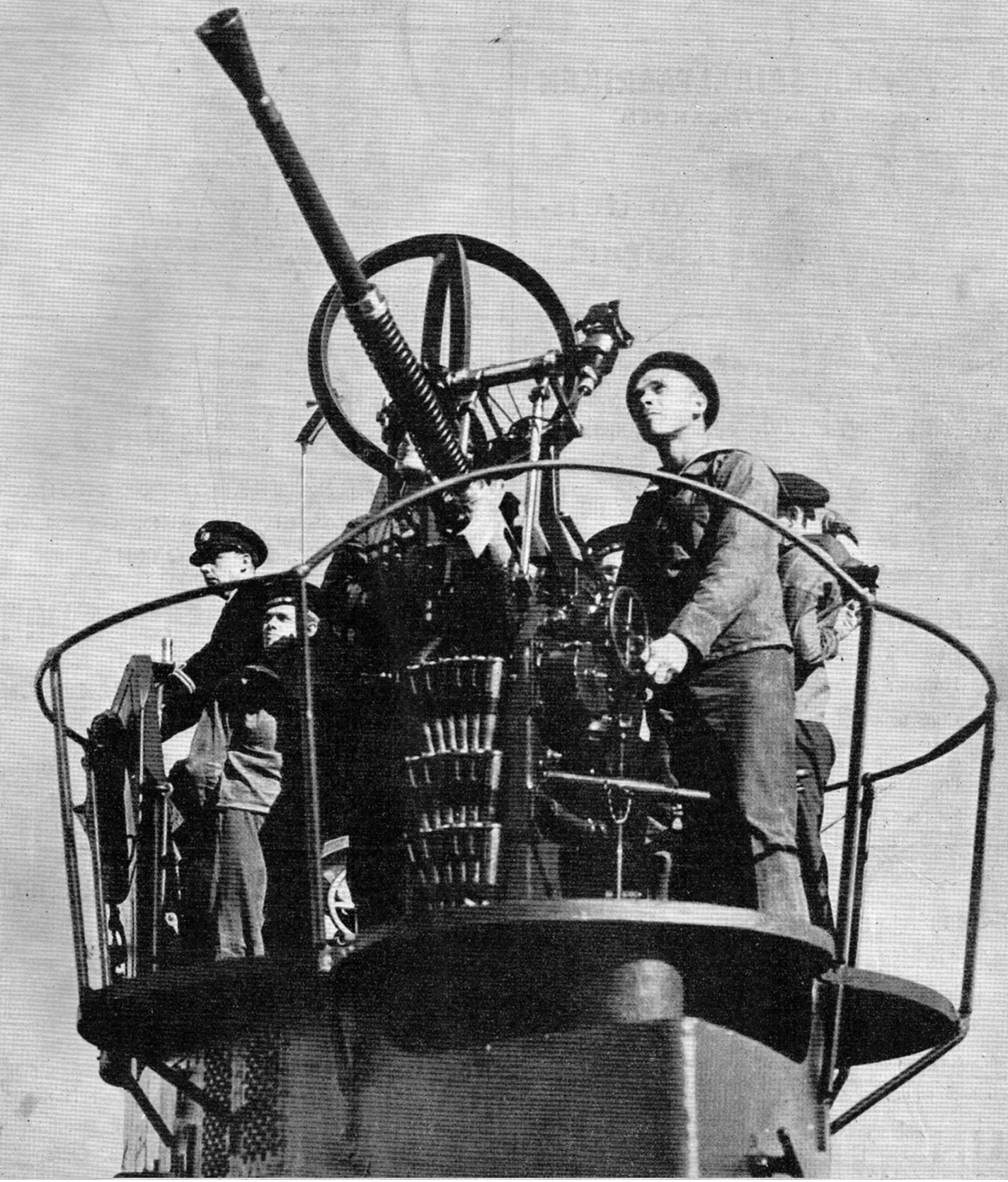
単装砲架
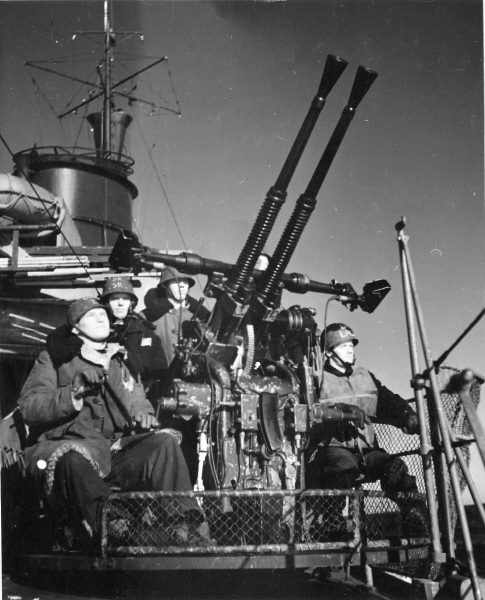
連装砲架